# Torneo de Florianópolis 2016
La Brasil Tennis Cup 2016 es un evento de tenis femenino, perteneciente a la categoría WTA International. Tiene lugar en el estadio 	Costão do Santinho en Florianópolis, siendo en esta edición en canchas duras. Este cambio se debe a que la semana siguiente se disputará el certamen de tenis de los Juegos Olímpicos de Río de Janeiro 2016, sobre similar superficie.

## Distribución de puntos
| Modalidad  | Campeona | Finalista | Semifinal | Cuartos de final | 2ª ronda | 1ª ronda | Clasificados | 2ª ronda de clasificación | 1ª ronda de clasificación |
| Individual | 280      | 180       | 110       | 60               | 30       | 1        | 18           | 12                        | 1                         |
| Dobles     | 280      | 180       | 110       | 60               | -        | 1        | -            | -                         | -                         |

## Cabezas de serie

### Individuales
| Tenista            | Ranking | Preclasificada |
| Jelena Janković    | 27      | 1              |
| Irina-Camelia Begu | 30      | 2              |
| Mónica Puig        | 37      | 3              |
| Jeļena Ostapenko   | 40      | 4              |
| Yulia Putintseva   | 43      | 5              |
| Tímea Babos        | 44      | 6              |
| Nao Hibino         | 75      | 7              |
| Naomi Osaka        | 87      | 8              |
| Teliana Pereira    | 94      | 9              |

- Ranking del 25 de julio de 2016

### Dobles
| Tenista                | Rank | Tenista          | Rank | Total | Preclasificada |
| Lyudmyla Kichenok      | 76   | Nadiia Kichenok  | 74   | 150   | 1              |
| Chuang Chia-jung       | 42   | Jeļena Ostapenko | 121  | 163   | 2              |
| Tímea Babos            | 11   | Réka Luca Jani   | 173  | 184   | 3              |
| Aleksandrina Naydenova | 116  | Laura Pous Tió   | 143  | 259   | 4              |

## Campeonas

### Individuales femeninos
Irina-Camelia Begu venció a  Tímea Babos por 2-6, 6-4, 6-3

### Dobles femenino
Lyudmyla Kichenok /  Nadiia Kichenok vencieron a  Tímea Babos /  Réka Luca Jani por 6-3, 6-1